# 苏本洁
苏本洁，常熟人，是一名清朝政治人物。举人出身。
苏本洁曾于雍正七年接替杨宏绪任福州府知府一职，雍正九年由高元崑接任。